# Breit (Familienname)
Breit ist ein deutscher Familienname.

## Herkunft und Bedeutung
Breit ist ein Übername für einen breiten Menschen.

## Namensträger
- Alfred Breit (1922–2011), deutscher Mediziner
- Andrea Breit (* 1963), deutsche Juristin
- Bernhard Breit (* 1966), deutscher Chemiker
- Bert Breit (1927–2004), österreichischer Komponist, Journalist, Filmemacher und Zeichner
- Dieter Breit (* 1961), deutscher Theologe und Kirchenrat der Evangelisch-Lutherischen Kirche in Bayern
- Eik Breit (Gerhard Breit; * 1954), österreichischer Gitarrist, Musiker und Schauspieler
- Elias Breit (* 1998), deutscher Singer-Songwriter, siehe Eli
- Ernst Breit (1924–2013), deutscher Gewerkschaftsfunktionär
- Franz Breit (1817–1868), deutscher Gynäkologe und Hochschullehrer
- Gerhard Breit (Politiker) (1930–1990), deutscher Politiker (CDU)
- Gerhard Breit (* 1954), österreichischer Kabarettist, Sänger und Schauspieler, siehe Eik Breit
- Gotthard Breit (* 1941), deutscher Politikdidaktiker
- Gregory Breit (1899–1981), US-amerikanischer Physiker
- Heinrich Breit (* 1948), deutscher Kommunalpolitiker und Verbandsfunktionär
- Herbert Breit (1908–1993), deutscher Theologe
- Herta Breit (1910–2002), österreichische Grafikerin
- Ilse Breit (1908–1998), österreichische Malerin, Grafikerin, Illustratorin und Kunsterzieherin
- Karl Breit (1878–1958), österreichischer Lehrer und Mundartdichter
- Ludwig Breit (1899–1992), deutscher Ingenieur und Unternehmer
- Matthias Breit (* 1964/1965), österreichischer Regionalhistoriker und Museumsleiter
- Philipp Breit (* 2003), österreichischer Fußballspieler
- Reinhard Breit (1936–2021), deutscher Dermatologe und Hochschullehrer
- Susanne Breit-Keßler (* 1954), deutsche Theologin, Regionalbischöfin
- Thomas Breit (1880–1966), deutscher Theologe